# Charalampos Charalampous
Jarálambos Jaralámbus (en griego: Χαράλαμπος Χαραλάμπους; 4 de abril de 2002) es un futbolista chipriota que juega en la demarcación de centrocampista para el Aris de Limassol de la Primera División de Chipre.

## Trayectoria
Tras formarse como futbolista en el A. C. Omonia, finalmente en 2018 subió al primer equipo. Hizo su debut el 14 de abril de 2019 en un partido de la Primera División de Chipre contra el Apollon Limassol, encuentro que finalizó con un resultado de 0-2 tras los goles de Emilio José Zelaya y Petros Psychas.

## Clubes
| Club             | País   | Año       | Partidos | Goles |
| ---------------- | ------ | --------- | -------- | ----- |
| A. C. Omonia     | Chipre | 2019-2025 | 148      | 4     |
| Aris de Limassol | Chipre | 2025-     |          |       |

## Palmarés

### Campeonatos nacionales
| Título                     | Club         | País   | Año  |
| -------------------------- | ------------ | ------ | ---- |
| Primera División de Chipre | A. C. Omonia | Chipre | 2021 |
| Supercopa de Chipre        | A. C. Omonia | Chipre | 2021 |
| Copa de Chipre             | A. C. Omonia | Chipre | 2022 |
| Copa de Chipre             | A. C. Omonia | Chipre | 2023 |